# باینروده (کونیگزلوتر)
باینروده (به آلمانی: Beienrode) یک منطقهٔ مسکونی در آلمان است که در کونیگزلوتر واقع شده‌است. باینروده ۵۴۵ نفر جمعیت دارد.